# لامونت دوزير
لامونت دوزير (بالإنجليزية: Lamont Dozier)‏ (16 يونيو 1941 - 9 أغسطس 2022)، هو كاتب أغاني ومغني وموسيقي ومنتج أسطوانات أمريكي، ولد في  ديترويت في الولايات المتحدة.

## وصلات خارجية
- الموقع الرسمي
- لامونت دوزير على موقع IMDb (الإنجليزية)
- لامونت دوزير على موقع ألو سيني (الفرنسية)
- لامونت دوزير على موقع ميوزك برينز (الإنجليزية)
- لامونت دوزير على موقع أول موفي (الإنجليزية)
- لامونت دوزير على موقع قاعدة بيانات برودواي على الإنترنت (الإنجليزية)
- لامونت دوزير على موقع قاعدة بيانات الأفلام السويدية (السويدية)
- لامونت دوزير على موقع أول ميوزيك (الإنجليزية)
- لامونت دوزير على موقع ديسكوغز (الإنجليزية)
- لامونت دوزير على موقع قاعدة بيانات الفيلم (الإنجليزية)
- لامونت دوزير على موقع كينوبويسك (الروسية)